# 北郷里村
北郷里村（きたごうりむら）は、滋賀県坂田郡にあった村。現在の長浜市の南東部、姉川の中流左岸、北陸自動車道・長浜インターチェンジの東方一帯にあたる。

## 地理
- 山岳：勝山、石田山
- 河川：姉川、米川、坂下川

## 歴史
- 1889年（明治22年）4月1日 - 町村制の施行により、石田村・小屋村・堀部村・保多村・垣籠村・春近村・東上坂村・西上坂村・千草村の区域をもって発足。
- 1943年（昭和18年）4月1日 - 長浜町・神照村・六荘村・南郷里村・西黒田村・神田村と合併して長浜市が発足。同日北郷里村廃止。